# 2022–2023-as angol női labdarúgó-bajnokság (első osztály)
A 2022–2023-as angol női labdarúgó-bajnokság első osztályának (hivatalos nevén: Barclays Women's Super League) 12. kiírását 2022. szeptember 16. és 2023. május 28. között, tizenkét csapat részvételével rendezik. A bajnokságot eredetileg szeptember 9-én kezdték volna, azonban II. Erzsébet királynő halála miatt a sportesemények többségét elhalasztották az Egyesült Királyságban, ezért egy héttel később, szeptember 16-án kerítettek sort a bajnoki nyitányra.
A 3. fordulóban lejátszott Arsenal-Tottenham Hotspur mérkőzést 47 367-en tekintették meg az Emirates Stadionban, mellyel új rekord született a WSL történelmében.
A Chelsea hatodik, egymásután negyedik bajnoki címét szerezte meg.

## A bajnokság csapatai

### Csapatváltozások
| Feljutott az első osztályba | Kiesett a másodosztályba |
| --------------------------- | ------------------------ |
| Liverpool                   | Birmingham City          |

### Csapatok adatai
| Klub                   | Település            | Stadion              | Férőhely | Vezetőedző      | 2021–22-es helyezés |
| ---------------------- | -------------------- | -------------------- | -------- | --------------- | ------------------- |
| Arsenal                | Borehamwood          | Meadow Park          | 4 502    | Jonas Eidevall  | 2.                  |
| Aston Villa            | Walsall              | Bescot Stadion       | 11 000   | Carla Ward      | 9.                  |
| Brighton & Hove Albion | Crawley              | Broadfield Stadion   | 6 134    | Amy Merricks    | 7.                  |
| Chelsea                | Kingston upon Thames | Kingsmeadow          | 4 850    | Emma Hayes      | 1.                  |
| Everton                | Liverpool            | Walton Hall Park     | 2 200    | Brian Sørensen  | 10.                 |
| Leicester City         | Quorn                | Farley Way Stadion   | 1 400    | Willie Kirk     | 11.                 |
| Liverpool              | Birkenhead           | Prenton Park         | 16 547   | Matt Beard      | 1. Ch.              |
| Manchester City        | Manchester           | Academy Stadion      | 7 000    | Gareth Taylor   | 3.                  |
| Manchester United      | Manchester           | Leigh Sports Village | 12 000   | Mark Skinner    | 4.                  |
| Reading                | Reading              | Madejski Stadion     | 24 161   | Kelly Chambers  | 8.                  |
| Tottenham Hotspur      | Barnet               | The Hive Stadion     | 6 500    | Rehanne Skinner | 5.                  |
| West Ham United        | Romford              | Victoria Road        | 6 078    | Paul Konchesky  | 6.                  |

### Vezetőedző váltások
| Csapat                 | Távozó edző               | Ok               | Dátum              | Poz. | Érkező edző              | Dátum              |
| ---------------------- | ------------------------- | ---------------- | ------------------ | ---- | ------------------------ | ------------------ |
| Everton                | Chris Roberts (megbízott) | szerződés vége   | 2022. május 8.     | 8.   | Brian Sørensen           | 2022. június 5.    |
| West Ham United FC     | Olli Harder               | lemondás         | 2022. május 8.     | 8.   | Paul Konchesky           | 2022. május 8.     |
| Brighton & Hove Albion | Hope Powell               | lemondás         | 2022. október 31.  | 11.  | Amy Merricks (megbízott) | 2022. október 31.  |
| Leicester City         | Lydia Bedford             | elbocsátás       | 2022. november 3.  | 12.  | Willie Kirk              | 2022. november 3.  |
| Brighton & Hove Albion | Amy Merricks (megbízott)  | megbízás vége    | 2022. december 28. | 11.  | Jens Scheuer             | 2022. december 28. |
| Brighton & Hove Albion | Jens Scheuer              | közös megegyezés | 2023. március 6.   | 11.  | Amy Merricks (megbízott) | 2023. március 6.   |
| Tottenham Hotspur      | Rehanne Skinner           | elbocsátás       | 2023. március 13.  | 10.  | Vicky Jepson (megbízott) | 2023. március 13.  |
| Brighton & Hove Albion | Amy Merricks (megbízott)  | megbízás vége    | 2023. április 7.   | 12.  | Melissa Phillips         | 2023. április 7.   |

## Tabella
| #   | Csapat                 | M  | GY | D | V  | G+ – G– | GK  | P  | Megjegyzések                 |
| --- | ---------------------- | -- | -- | - | -- | ------- | --- | -- | ---------------------------- |
| 1.  | Chelsea CV KGY         | 22 | 19 | 1 | 2  | 66–15   | +51 | 58 | Bajnokok Ligája (2. forduló) |
| 2.  | Manchester United      | 22 | 18 | 2 | 2  | 56–12   | +44 | 56 | Bajnokok Ligája (2. forduló) |
| 3.  | Arsenal                | 22 | 15 | 2 | 5  | 49–16   | +33 | 47 | Bajnokok Ligája (1. forduló) |
| 4.  | Manchester City        | 22 | 15 | 2 | 5  | 50–25   | +25 | 47 |                              |
| 5.  | Aston Villa            | 22 | 11 | 4 | 7  | 47–37   | +10 | 37 |                              |
| 6.  | Everton                | 22 | 9  | 3 | 10 | 29–36   | −7  | 30 |                              |
| 7.  | Liverpool Ú            | 22 | 6  | 5 | 11 | 24–39   | −15 | 23 |                              |
| 8.  | West Ham United        | 22 | 6  | 3 | 13 | 23–44   | −21 | 21 |                              |
| 9.  | Tottenham Hotspur      | 22 | 5  | 3 | 14 | 31–47   | −16 | 18 |                              |
| 10. | Leicester City         | 22 | 5  | 1 | 16 | 15–48   | −33 | 16 |                              |
| 11. | Brighton & Hove Albion | 22 | 4  | 4 | 14 | 26–63   | −37 | 16 |                              |
| 12. | Reading                | 22 | 3  | 2 | 17 | 23–57   | −34 | 11 | Championship                 |

Utolsó frissítés: 2023. május 27. 
Forrás: WSL 
A rangsorolás alapszabályai: 1. összpontszám, 2. egymás elleni eredmények összpontszáma, 3. gólkülönbség, 4. szerzett gólok száma.
(B): Bajnokcsapat, (K): Kieső csapat, (F): Feljutó csapat, (I): Kupainduló, (R): A rájátszás győztese, (KGY): Kupagyőztes

## Statisztikák
| Gól | Név                     | Csapat                              |
| --- | ----------------------- | ----------------------------------- |
| 22  | Rachel Daly             | Aston Villa                         |
| 20  | Khadija Shaw            | Manchester City                     |
| 14  | Bethany England         | Tottenham Hotspur (12), Chelsea (2) |
| 12  | Sam Kerr                | Chelsea                             |
| 10  | Leah Galton             | Manchester United                   |
| 10  | Alessia Russo           | Manchester United                   |
| 9   | Frida Maanum            | Arsenal                             |
| 9   | Guro Reiten             | Chelsea                             |
| 9   | Katie Stengel           | Liverpool                           |
| 8   | Stina Blackstenius      | Arsenal                             |
| 8   | Lucía García            | Manchester United                   |
| 8   | Pernille Harder         | Chelsea                             |
| 7   | Kirsty Hanson           | Aston Villa                         |
| 7   | Lauren Hemp             | Manchester City                     |
| 7   | Katja Snoeijs           | Everton                             |
| 7   | Elisabeth Terland       | Brighton & Hove Albion              |
| 6   | Viviane Asseyi          | West Ham United                     |
| 6   | Dagný Brynjarsdóttir    | West Ham United                     |
| 6   | Caitlin Foord           | Arsenal                             |
| 6   | Fran Kirby              | Chelsea                             |
| 6   | Jordan Nobbs            | Aston Villa (4), Arsenal (2)        |
| 5   | Danielle Carter         | Brighton & Hove Albion              |
| 5   | Laura Coombs            | Manchester City                     |
| 5   | Erin Cuthbert           | Chelsea                             |
| 5   | Kenza Dali              | Aston Villa                         |
| 5   | Lauren James            | Chelsea                             |
| 5   | Chloe Kelly             | Manchester City                     |
| 5   | Alisha Lehmann          | Aston Villa                         |
| 4   | Jelena Čanković         | Chelsea                             |
| 4   | Niamh Charles           | Chelsea                             |
| 4   | Ceri Holland            | Liverpool                           |
| 4   | Missy Bo Kearns         | Liverpool                           |
| 4   | Hayley Ladd             | Manchester United                   |
| 4   | Kim Little              | Arsenal                             |
| 4   | Vivianne Miedema        | Arsenal                             |
| 4   | Nikita Parris           | Manchester United                   |
| 4   | Katie Robinson          | Brighton & Hove Albion              |
| 4   | Ella Toone              | Manchester United                   |
| 4   | Sanne Troelsgaard       | Reading                             |
| 4   | Justine Vanhaevermaet   | Reading                             |
| 4   | Charlie Wellings        | Reading                             |
| 4   | Rachel Williams         | Manchester United                   |
| 3   | Hanna Bennison          | Everton                             |
| 3   | Natasha Dowie           | Reading                             |
| 3   | Lisa Evans              | West Ham United                     |
| 3   | Jessie Fleming          | Chelsea                             |
| 3   | I Gummin                | Brighton & Hove Albion              |
| 3   | Katie McCabe            | Arsenal                             |
| 3   | Beth Mead               | Arsenal                             |
| 3   | Ashleigh Neville        | Tottenham Hotspur                   |
| 3   | Jess Park               | Everton                             |
| 3   | Rachel Rowe             | Reading                             |
| 3   | Eveliina Summanen       | Tottenham Hotspur                   |
| 3   | Veatríki Szárí          | Brighton & Hove Albion              |
| 3   | Katie Zelem             | Manchester United                   |
| 2   | Filippa Angeldahl       | Manchester City                     |
| 2   | Julie Blakstad          | Manchester City                     |
| 2   | Aggie Beever-Jones      | Everton                             |
| 2   | Millie Bright           | Chelsea                             |
| 2   | Hannah Cain             | Leicester City                      |
| 2   | Jessica Carter          | Chelsea                             |
| 2   | Megan Finnigan          | Everton                             |
| 2   | Gabrielle George        | Everton                             |
| 2   | Emma Harries            | Reading                             |
| 2   | Lucy Hope               | Everton                             |
| 2   | Steph Houghton          | Manchester City                     |
| 2   | Celin Bizet Ildhusøy    | Tottenham Hotspur                   |
| 2   | Sophie Ingle            | Chelsea                             |
| 2   | Carrie Jones            | Leicester City                      |
| 2   | Nikola Karczewska       | Tottenham Hotspur                   |
| 2   | Emma Koivisto           | Liverpool                           |
| 2   | Maya Le Tissier         | Manchester United                   |
| 2   | Jessica Naz             | Tottenham Hotspur                   |
| 2   | Julia Zigiotti Olme     | Brighton & Hove Albion              |
| 2   | Emma Snerle             | West Ham United                     |
| 2   | Rafaelle Souza          | Arsenal                             |
| 2   | Nicoline Sørensen       | Everton                             |
| 2   | Drew Spence             | Tottenham Hotspur                   |
| 2   | Samantha Tierney        | Leicester City                      |
| 2   | Millie Turner           | Manchester United                   |
| 1   | Isibeal Atkinson        | West Ham United                     |
| 1   | Rosella Ayane           | Tottenham Hotspur                   |
| 1   | Ava Baker               | Leicester City                      |
| 1   | Ona Batlle              | Manchester United                   |
| 1   | Molly Batrip            | Tottenham Hotspur                   |
| 1   | Hannah Blundell         | Manchester United                   |
| 1   | Millie Bright           | Chelsea                             |
| 1   | Deyna Castellanos       | Manchester City                     |
| 1   | Steph Catley            | Arsenal                             |
| 1   | Hawa Cissoko            | West Ham United                     |
| 1   | Deanna Cooper           | Reading                             |
| 1   | Amalie Eikeland         | Reading                             |
| 1   | Magdalena Eriksson      | Chelsea                             |
| 1   | Natasha Flint           | Leicester City                      |
| 1   | Mary Fowler             | Manchester City                     |
| 1   | Jorja Fox               | Brighton & Hove Albion              |
| 1   | Rachel Furness          | Liverpool                           |
| 1   | Emily Gielnik           | Aston Villa                         |
| 1   | Missy Goodwin           | Leicester City                      |
| 1   | Kit Graham              | Tottenham Hotspur                   |
| 1   | Josie Green             | Leicester City                      |
| 1   | Kayleigh Green          | Brighton & Hove Albion              |
| 1   | Hajasi Honoka           | West Ham United                     |
| 1   | Haszegava Jui           | Manchester City                     |
| 1   | Karen Holmgaard         | Everton                             |
| 1   | Johanna Rytting Kaneryd | Chelsea                             |
| 1   | Adriana Leon            | Manchester United                   |
| 1   | Leonie Maier            | Everton                             |
| 1   | Maren Mjelde            | Chelsea                             |
| 1   | Victoria Pelova         | Arsenal                             |
| 1   | Ashleigh Plumptre       | Leicester City                      |
| 1   | Tia Primmer             | Reading                             |
| 1   | Giovana Queiroz         | Everton                             |
| 1   | Hayley Raso             | Manchester City                     |
| 1   | Rhiannon Roberts        | Liverpool                           |
| 1   | Monique Robinson        | Leicester City                      |
| 1   | Shanice van de Sanden   | Liverpool                           |
| 1   | Rikke Sevecke           | Everton                             |
| 1   | Remy Siemsen            | Leicester City                      |
| 1   | Lucy Staniforth         | Aston Villa                         |
| 1   | Martha Thomas           | Manchester United                   |
| 1   | Lauren Wade             | Reading                             |
| 1   | Lia Wälti               | Arsenal                             |
| 1   | Leah Williamson         | Arsenal                             |
| 1   | Aileen Whelan           | Leicester City                      |
| 1   | Laura Wienroither       | Arsenal                             |
| 1   | Lotte Wubben-Moy        | Arsenal                             |

| Öngól | Név               | Csapat                 |
| ----- | ----------------- | ---------------------- |
| 3     | Emma Mukandi      | Reading                |
| 1     | Molly Bartrip     | Tottenham Hotspur      |
| 1     | Rachel Corsie     | Aston Villa            |
| 1     | Niamh Fahey       | Liverpool              |
| 1     | Megan Finnigan    | Everton                |
| 1     | Kit Graham        | Tottenham Hotspur      |
| 1     | Kayleigh Green    | Brighton & Hove Albion |
| 1     | Sophie Howard     | Leicester City         |
| 1     | Emma Koivisto     | Liverpool              |
| 1     | Kirstie Levell    | Leicester City         |
| 1     | Drew Spence       | Tottenham Hotspur      |
| 1     | Veatríki Szárí    | Brighton & Hove Albion |
| 1     | Amy Turner        | Tottenham Hotspur      |
| 1     | Victoria Williams | Brighton & Hove Albion |

| Mérk. | Név                  | Csapat                 |
| ----- | -------------------- | ---------------------- |
| 14    | Mary Earps           | Manchester United      |
| 10    | Manuela Zinsberger   | Arsenal                |
| 8     | Ann-Katrin Berger    | Chelsea                |
| 5     | Mackenzie Arnold     | West Ham United        |
| 5     | Hannah Hampton       | Aston Villa            |
| 5     | Janina Leitzig       | Leicester City         |
| 5     | Ellie Roebuck        | Manchester City        |
| 4     | Courtney Brosnan     | Everton                |
| 4     | Zećira Mušović       | Chelsea                |
| 3     | Tinja-Riikka Korpela | Tottenham Hotspur      |
| 3     | Rachel Laws          | Liverpool              |
| 3     | Emily Ramsey         | Everton                |
| 1     | Jacqueline Burns     | Reading                |
| 1     | Sabrina D’Angelo     | Arsenal                |
| 1     | Anna Leat            | Aston Villa            |
| 1     | Sandy MacIver        | Manchester City        |
| 1     | Megan Walsh          | Brighton & Hove Albion |

## Díjazottak
| Hónap      | A hónap menedzsere      | A hónap menedzsere | A hónap játékosa | A hónap játékosa  | A hónap gólja                             | A hónap gólja     | Forrás               |
| Hónap      | Menedzser               | Klub               | Játékos          | Klub              | Játékos                                   | Klub              | Forrás               |
| ---------- | ----------------------- | ------------------ | ---------------- | ----------------- | ----------------------------------------- | ----------------- | -------------------- |
| Szeptember | Carla Ward              | Aston Villa        | Rachel Daly      | Aston Villa       | Ashleigh Neville (a Leicester City ellen) | Tottenham Hotspur | [ 11 ] [ 12 ]        |
| Október    | Marc Skinner            | Manchester United  | Khadija Shaw     | Manchester City   | Rachel Rowe (a Leicester City ellen)      | Reading           | [ 13 ] [ 14 ] [ 15 ] |
| November   | Emma Hayes Denise Reddy | Chelsea            | Rachel Daly      | Aston Villa       | Erin Cuthbert (a Tottenham Hotspur ellen) | Chelsea           | [ 16 ] [ 17 ] [ 18 ] |
| December   | Marc Skinner            | Manchester United  | Leah Galton      | Manchester United | Vivianne Miedema (az Everton ellen)       | Arsenal           | [ 19 ] [ 20 ]        |
| Január     | Carla Ward              | Aston Villa        | Gabrielle George | Everton           | Rachel Williams (a Reading ellen)         | Manchester United | [ 21 ] [ 22 ] [ 23 ] |
| Február    | Gareth Taylor           | Manchester City    | Jordan Nobbs     | Aston Villa       | Lauren James (a Tottenham Hotspur ellen)  | Chelsea           | [ 24 ] [ 25 ] [ 26 ] |
| Március    | Gareth Taylor           | Manchester City    | Khadija Shaw     | Manchester City   | Sam Kerr (a Manchester United ellen)      | Chelsea           | [ 27 ] [ 28 ] [ 29 ] |
| Április    | Marc Skinner            | Manchester United  | Chloe Kelly      | Manchester City   | Katie McCabe (a Manchester City ellen)    | Arsenal           | [ 30 ] [ 31 ] [ 32 ] |

| Díj                         | Győztes      | Klub        |
| --------------------------- | ------------ | ----------- |
| Az év játékosa (PFA)        | Rachel Daly  | Aston Villa |
| Az év fiatal játékosa (PFA) | Lauren James | Chelsea     |
| Az év menedzsere (PFA)      | Emma Hayes   | Chelsea     |
| Az év játékosa (FWA)        | Sam Kerr     | Chelsea     |